# Tommy Wright
Thomas James (Tommy) Wright (Maghull, 21 de outubro de 1944) é um ex-futebolista e treinador inglês, que atuava como defensor.

## Carreira
Tommy Wright fez parte do elenco da Seleção Inglesa de Futebol que disputou a Copa do Mundo de 1970.

## Ligações Externas
- Perfil em FIFA.com Arquivado em 18 de agosto de  2016, no Wayback Machine. (em inglês)